# Stéphane Barthe
Stéphane Barthe (Ermont, Val-d'Oise, Illa de França, 5 de desembre de 1972) és un ciclista francès, que fou professional entre 1996 i 2004.
En el seu palmarès destaca el Campionat de França de ciclisme en ruta de 1997.

## Palmarès
- 1996
  - Vencedor d'una etapa de la Ruban Granitier Breton
- 1997
  -  Campió de França de ciclisme en ruta
  - 1r al Gran Premi Fréquence Nord-Pas-de-Calais
  - Vencedor d'una etapa del Critèrium Internacional
- 1998
  - Vencedor d'una etapa de la Setmana Catalana
  - Vencedor d'una etapa del Tour de l'Oise
- 1999
  - Vencedor d'una etapa dels Quatre dies de Dunkerque
  - Vencedor d'una etapa del Critèrium Internacional
  - Vencedor d'una etapa del Tour de Poitou-Charentes
- 2002
  - Vencedor d'una etapa del Tour de Beauce
- 2004
  - 1r al Tour de Poitou-Charentes

### Resultats al Tour de França
- 1998. Abandona (18a etapa)
- 1999. Abandona (15a etapa)